# Гнатив, Питер
Пи́тер Л. Гна́тив (англ. Peter L. Hnatiw; род. 1932, Торонто) — канадский кёрлингист.
В составе мужской сборной Канады участник чемпионата мира 1975 (стали бронзовыми призёрами). Чемпион Канады среди мужчин (1975).
Играл на позиции первого.

## Достижения
- Чемпионат мира по кёрлингу среди мужчин: бронза (1975).
- Чемпионат Канады по кёрлингу среди мужчин: золото (1975).

## Команды
| Сезон   | Четвёртый  | Третий   | Второй       | Первый       | Турниры           |
| ------- | ---------- | -------- | ------------ | ------------ | ----------------- |
| 1974—75 | Билл Тетли | Рик Лэнг | Билл Ходжсон | Питер Гнатив | ЧК 1975 · ЧМ 1975 |

(скипы выделены полужирным шрифтом)